# Tom Moore (militar)
Sir Thomas Moore (Keighley, 30 de abril de 1920 – Bedford, 2 de fevereiro de 2021), conhecido popularmente como Capitão Tom, foi um engenheiro civil, oficial militar, empresário e filantropo britânico, conhecido por arrecadar uma quantia recorde de fundos para ajudar no combate da Pandemia de COVID-19 durante o mês de seu aniversário de 100 anos.
No dia 6 de abril de 2020, os 99 anos, Tom começou a andar em volta do jardim de sua casa para ajudar na arrecadação de doações para a NHS Charities, com o objetivo de arrecadar 1.000 libras até seu 100º aniversário. Fazendo 24 dias de sua arrecadação de fundos, Tom começou a fazer aparições em vários programas e se tornou um nome popular no Reino Unido, ganhando vários elogios e atraindo mais de 1,5 milhão de doações individuais. Em reconhecimento aos seus esforços, recebeu o prêmio Helen Rollason de Personalidade Esportiva do Ano da BBC, na cerimônia de 2020. Apareceu em uma versão cover da canção "You'll Never Walk Alone", cantada por Michael Ball, revertendo toda a arrecadação dos ganhos para a mesma instituição de caridade. O single liderou as paradas musicais do Reino Unido, feito que tornou Tom como a pessoa mais velha à alcançar o 1° lugar nas paradas de sucesso no Reino Unido, recorde premiado pelo Guiness Book, sendo também premiado por ser o maior arrecador de uma quantidade de dinheiro em uma caminhada individual de caridade.
Em 17 de julho de 2020, foi pessoalmente condecorado com a medalha de Knight Bachelor pela Rainha Elizabeth II no Castelo de Windsor, Berkshire.

## Infância e juventude

### Começo da vida
Tom nasceu no dia 30 de abril de 1920 em Keighley, no Reino Unido. Seus pais se chamavam Isabella e Wilson Moore. Seu pai era de uma família de construtores, enquanto sua mãe era uma professora. Tom vivia em um bom ambiente de classe média, mas devido à crise de 1929 iniciada pela queda da Bolsa de Nova York no começo da década de 30, ocorreu a chamada depressão econômica mundial, que atingiu muitas das cidades fabris, incluindo sua cidade, Yorkshire. 25% da população britânica lutava para se alimentar, e passou a ser comum para Tom ver filas enormes de pessoas com fome ou sofrendo de doenças, como raquitismo pela falta de nutrientes.

### Educação
Embora Tom tenha presenciado essas situações, isso não o impediu de conseguir uma vaga na excelente escola primária Keighley Grammar School, onde começou a se interessar por fazer as coisas ao invés de ler livros. Segundo Tom, seus brinquedos preferidos eram alguns pedaços de madeira, um martelo e pregos.
Também começou a ter um amor intenso por motos, comprando a sua primeira moto aos 12 anos, uma Royal Enfield 200, após achá-la em um celeiro na vila de Riddlesden, um subúrbio de Keighley, pagando meia coroa por ela e levando-a orgulhosamente para sua casa.
Após terminar o colégio com 18 anos, começou um estágio em engenharia civil.

## Serviço militar

### Entrada nas forças armadas

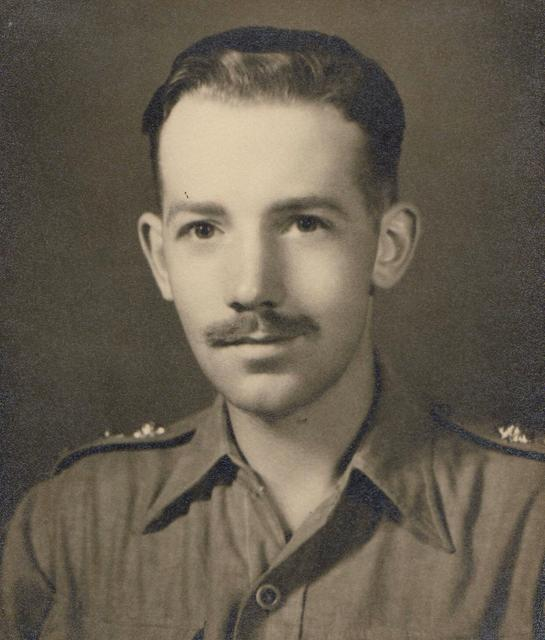
Foto de Tom nos tempos de exército.

Após entrar no estágio, Tom não teve tempo de terminá-lo pois logo foi convocado para o 8° Batalhão do Regimento do Duque de Wellington (8 DWR) em maio de 1940, que ficava em Cornualha, em razão da Segunda Guerra Mundial que havia começado há 8 meses. Lá, Tom foi treinado para proteger a costa da invasão alemã e aprendeu a dirigir tanques de guerra. Foi selecionado para um treinamento de oficiais cadetes mais tarde naquele ano, assumindo o posto de segundo-tenente aos 21 anos, no dia 28 de junho de 1941.
Após isso, em 22 de outubro de 1941, Moore tornou-se membro do Corpo Real Armado. Isso ocorreu porque o 8 DWR, seu antigo regimento, se tornou uma unidade blindada designada, sendo renomeado como 145º Regimento do Corpo Armado Real. No mesmo ano, ele foi transferido para o 9º Batalhão (9 DWR), que se fundiu para se tornar o 146º Regimento do Corpo Armado Real, no qual ele e seu regimento foram mandados para a Índia.

### Campanha na Índia
Com o fechamento do Canal de Suez, Tom e seu regimento tiveram que dar a volta no continente africano, correndo risco de serem abatidos pelos alemães que vigiavam o continente, tendo então demorado 6 semanas para chegar à Índia devido ao desvio de sua rota. Chegando ao país, foi encarregado de criar e administrar um programa de treinamento para motociclistas do exército. Ele foi inicialmente enviado para Bombaim (agora Mumbai) e depois para Calcutá (agora Kolkata). Mais tarde, Tom foi promovido à tenente de guerra no dia 1º de outubro de 1942 e a capitão temporário no dia 11 de outubro de 1944.

### Campanha na Birmânia, Indonésia e retorno ao Reino Unido

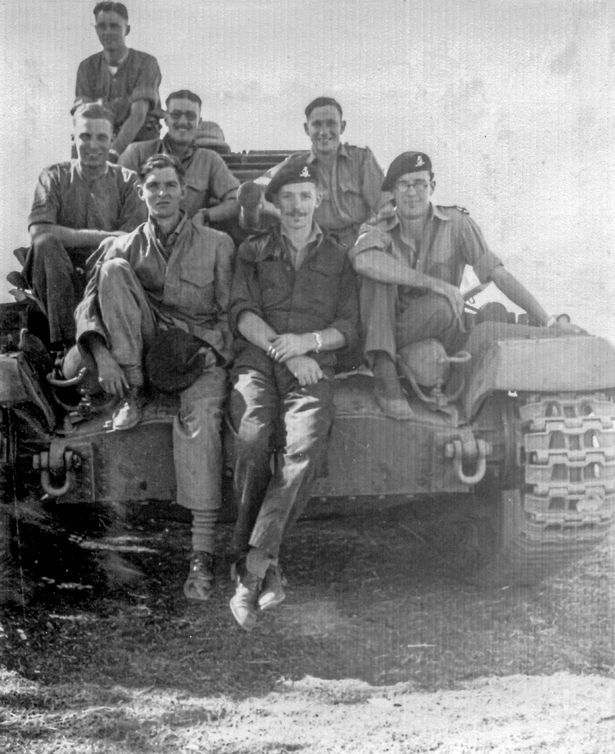
Tom na época que era instrutor de veículos blindados.

Depois, foi mandando para a Birmânia (agora Mianmar), onde participou da Batalha da Ilha Ramree, na Ilha Ramree, em Arracão, no oeste do país, onde o exército britânico e os aliados indianos foram forçados a recuar por causa do imparável avanço japonês. Fez parte do 14° exército, chamado de "exército esquecido". Lutou em um dos lugares mais perigosos do mundo, enfrentando selvas, cobras e chuvas fortes durante metade do ano, chegando a sobreviver a uma dengue no período.
Devido ao seu conhecimento em motos, deu treinamento aos motociclistas do exército pelo fato de as motos poderem interceptar sinais de rádio dos japoneses, facilitando a obtenção de informações sobre os inimigos. Depois da Índia e da Birmânia, seu último destino foi em Sumatra, na Indonésia, onde houve a rendição japonesa. Moore voltou ao Reino Unido em fevereiro de 1945 para fazer um curso sobre o funcionamento interno de tanques Churchill, com intuito de se tornar um instrutor.
Acabou não voltando ao seu regimento, tendo permanecido como instrutor e auxiliar técnico na Escola de Combate de Veículos Blindados, em Bevington Camp, Dorset, até ser desmembrado no início de 1946. Durante 64 anos, organizou a reunião anual do 8° batalhão DWR, sendo essa a reunião mais longínqua do Regimento.

## Depois do exército

### Trabalhos
Depois de sair do exército, trabalhou como gerente de vendas em uma empresa de materiais para telhados em Yorkshire, e mais tarde como diretor de uma empresa de fabricação de concreto com sede em Fens, chamada de Concrete Products Ltd., que posteriormente foi renomeada para March Concrete Products Ltd. depois de uma troca de gestão em 1983. A empresa foi vendida para uma outra empresa do ramo, chamada ARC em 1987.

### Curiosidades

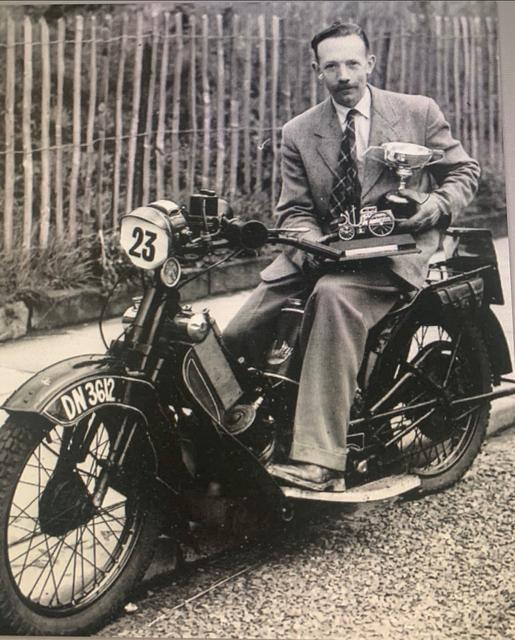
Tom com sua moto Scott.

Tom pilotou motos competitivamente durante a década de 50. Comprou sua primeira moto com 12 anose usava o número 23. Pilotou uma motocicleta Scott, ganhando vários troféus com ela. Moore também foi membro da Keighley and District Photographic Association, entre 1934 e 1936, assim como seu pai foi. Participou da edição de Natal do game show Blankety Blank, da BBC, em 1983.

## Caminhada no 100° aniversário

### Campanha de arrecadação de doações
Em 6 de abril de 2020, durante a pandemia de COVID-19, e com seu centésimo aniversário se aproximando, Tom começou uma campanha de arrecadação de fundos para a NHS Charities Together, um grupo de instituições de caridade que apoia funcionários, voluntários e pacientes do Serviço Nacional de Saúde Britânico (NHS). Tom pretendia dar 100 voltas de 25 metros em seu jardim, sendo 10 voltas por dia com a ajuda de um andador, chamando-a de "Caminhada do 100º aniversário de Tom para o NHS". A meta inicial de 1.000 libras foi alcançada em 10 de abril, aumentando primeiramente para 5.000 libras, e depois para 500.000 libras, conforme mais pessoas ao redor do mundo se interessavam e contribuíam.

### Aparição na mídia e aumento nas doações
As doações começaram a aumentar rapidamente depois que a mídia britânica publicou sobre a campanha, começada quando Tom teve uma breve conversa por telefone com Michael Ball em seu programa dominical na BBC Radio 2, em 12 de abril. Tom bateu a meta de 100 voltas que tinha prometido na manhã de 16 de abril, tendo sido vigiado a uma distância segura por guardas de honra do 1º Batalhão do Regimento de Yorkshire, regimento que havia surgido da fusão com o DWR em 2006. Tom disse que não pretendia parar e que ia fazer uma segunda centena.

### Recorde de doações
Na manhã de seu aniversário, as doações chegaram à 30 milhões libras. A página da sua campanha no JustGiving fechou no final do dia, tendo sido arrecadado o valor total de 32.796.475 de libras (com mais outros 6.173.663,31 de libras esperados em reduções fiscais sob o esquema Gift Aid), segundo declarado posteriormente, um recorde absoluto para uma campanha no JustGiving, que anteriormente pertencia a marca de £ 5,2 milhões, levantada parcialmente por Stephen Sutton.

## Homenagens no seu 100° aniversário e posteriores

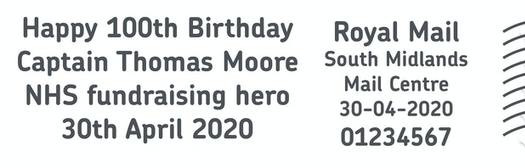
Carimbo que a Royal Mail usou para homenagear Tom pelo seu aniversário.

Mais de uma semana antes do 100º aniversário de Tom, a Royal Mail teve que introduzir instalações de triagem dedicadas somente a cartas destinadas a Tom e cerca de 20 voluntários foram recrutados para abri-las e exibi-las na escola local de Bedford, devido a quantidade exorbitante de cartas recebidas. Em seu aniversário, mais de 150.000 cartas foram recebidas.
O Royal Mail anunciou que todas as postagens carimbadas entre 26 de abril e 1º de maio seriam "Feliz 100º aniversário, Capitão Thomas Moore, herói da arrecadação de fundos do NHS, 30 de abril de 2020". O Royal Mail também celebrou seu aniversário pintando uma caixa de correio perto de sua casa na cor de azul usada pelo NHS, com um balão dourado e inscrição na lateral.

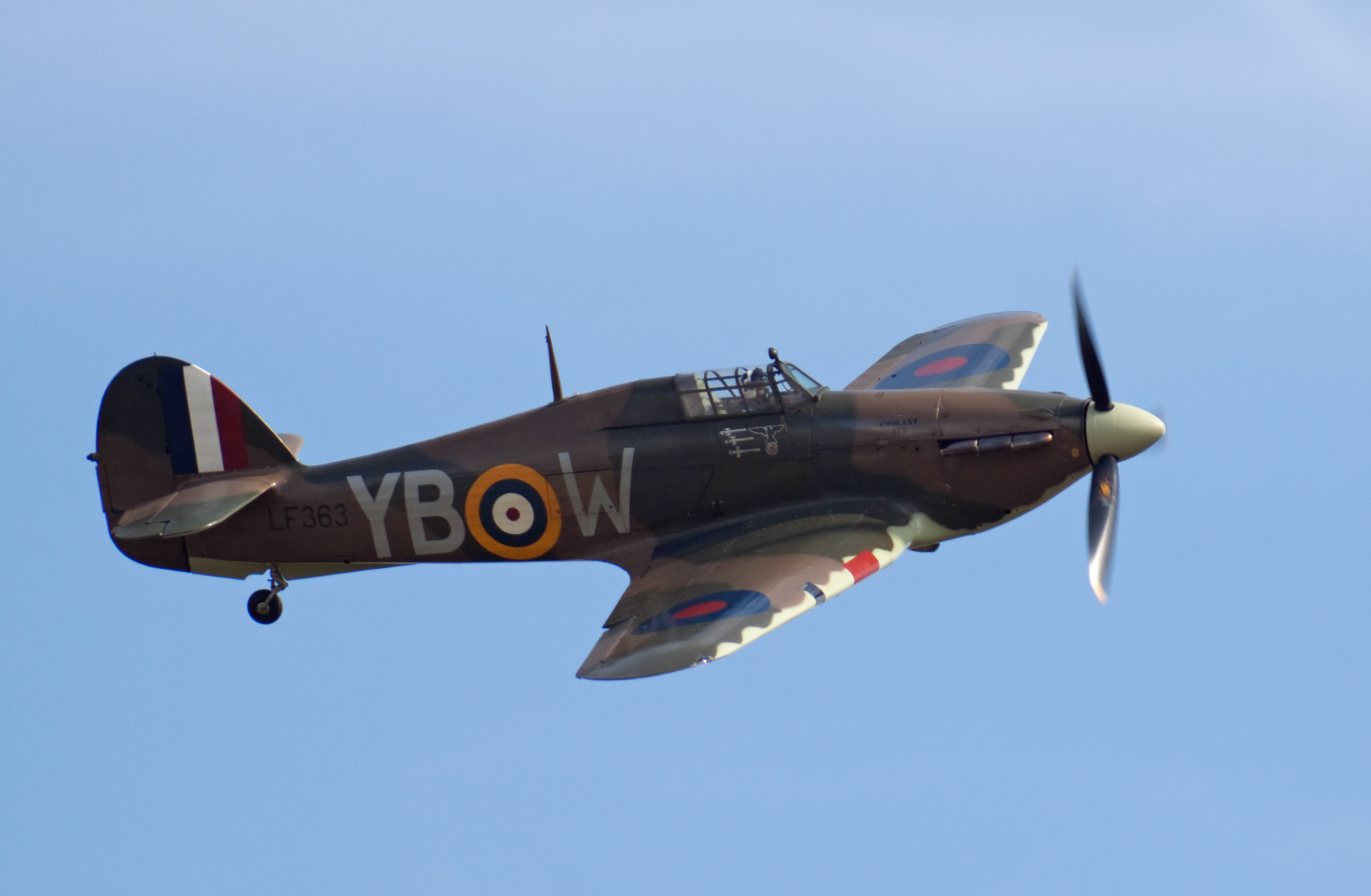
Modelo do Hawker usado para homenagea-lo. (foto de 2011)

Na manhã de seu aniversário, um Hawker Hurricane e um Spitfire do Battle of Britain Memorial Flight da Força Aérea Real realizaram um sobrevoo sobre a casa de Tom. À tarde, um segundo flypast apresentou 2 helicópteros do Army Air Corps, um Wildcat e um Apache.
Michael Ball apareceu ao vivo no BBC Breakfast para cantar "Happy Birthday to You" para Moore. Tom também recebeu os parabéns pelo aniversário de famosos como Boris Johnson, Harry Kane e o Príncipe Charles. Moore também atendeu a uma videochamada do Secretário-Geral das Nações Unidas, António Guterres.
Após receber os parabéns da Rainha Elizabeth II, Tom recebeu um cartão personalizado da Lord-Lieutenant de Bedfordshire, Hellen Nellis.
A Companhia de Ônibus de Keighley batizou um de seus ônibus, um Optare Versa, com o nome Capitão Tom Moore em 20 de abril e reprogramou os visores eletrônicos para mostrar uma mensagem de "Obrigado, Capitão Tom" intermitentemente entre a rota e o destino do veículo. Uma placa dentro do ônibus fornece mais informações sobre a vida de Moore e a arrecadação de fundos.
Outros ônibus na cidade e em toda a empresa controladora Transdev Blazefield exibiam uma mensagem intermitente de "Obrigado NHS". Alex Hornby, presidente-executivo da Transdev Blazefield, descreveu o veículo como o "orgulho da frota" em dedicação a Moore, agradecendo-o por seus esforços de arrecadação de fundos. Em 25 de abril, a empresa de ônibus Stagecoach East, que opera serviços em Bedford, onde Moore vivia, nomeou um de seus ônibus de dois andares Alexander Dennis Enviro400 MMC de Capitão Tom Moore.

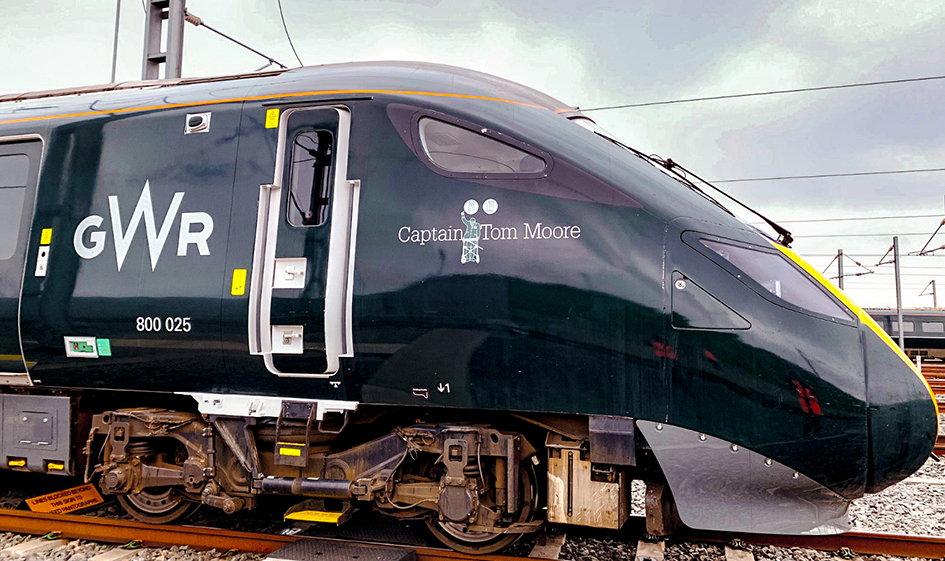
Modelo do trem expresso usado para homenagear Tom.

Em 29 de abril, a Great Western Railway nomeou um trem da Classe 800, o 800 025, de Capitão Tom Moore. Em 30 de abril, a GB Railfreight nomeou um Classe 66, o 66 731, de Capitão Tom Moore - Uma verdadeira inspiração britânica. A Hornby Railways produziu um modelo de locomotiva de bitola OO e doou £ 140.000 arrecadados com suas vendas para a NHS Charities. Esta locomotiva foi um recorde para a Hornby, vendendo 3.500 unidades em quatro dias - em média, uma a cada dois minutos e 26 segundos.
No final de abril, a Polícia de West Midlands nomeou um filhote de cachorro policial da raça pastor-holandês de Capitão Tom Moore, com o nome sendo um "favorito esmagador" em uma votação online para nomear cães após os feitos dos "heróis do NHS". A World Horse Welfare nomeou um potro recém-nascido em sua base em Thedford, também como capitão Tom, após uma votação nas redes sociais. Um cavalo Clydesdale nascido em Lake District, no aniversário de Moore, também foi chamado de Capitão Tom. O Serviço de Bombeiros e Resgate de Northamptonshire nomeou um barco a motor como Capitão Tom. O Hospital de Bedford também deu o nome dele a um novo jardim paisagístico.

### Condecoração
Foi condecorado com a medalha de Cavaleiro pela rainha Elizabeth II em uma cerimônia íntima no dia 17 de julho de 2020, em reconhecimento ao seu esforço por ter arrecadado um total de 32 milhões de libras (cerca de 221 milhões de reais) para o NHS (Serviço Nacional de Saúde do Reino Unido) durante a Pandemia de COVID-19. Antes de sair de casa para receber a medalha, Tom brincou:
| “ | Se eu me ajoelhar, nunca mais vou me levantar | ” |

## Vida pessoal

### Casamentos
De acordo com a sua autobiografia, Tom se casou pela primeira vez em 1949, aos 29 anos, com uma mulher que ele se referia como "Billie", se divorciando dela em 1967. Aos 47 anos, se casou novamente em janeiro de 1968 com sua segunda esposa, chamada de Pamela, que era 15 anos mais jovem que ele. Com ela teve 2 filhas, Lucy e Hannah. Quando trabalhava na March Concrete, Tom morou em Welney, uma vila em Norfolk.
Tom chegou a se mudar com a família para Costa del Sol, na Espanha, mas teve que retornar devido a Pamela ter desenvolvido um caso de demência. Devido a doença, Pamela ficou vários anos em uma casa de repouso, que Tom visitava todos os dias, tendo Pamela falecido em 2006. Após isso, Tom passou a viver com sua filha mais nova, Hannah, seu marido e suas 2 netas em Marston Moretaine, Bedfordshire, no ano de 2008.

### Questões de saúde
No ano de 2018, sofreu uma queda onde acabou quebrando a costela e o quadril, além de ter seu pulmão perfurado e outras lesões graves, tendo que receber um tratamento do NHS. No mesmo ano teve câncer de pele, além de também precisar colocar uma prótese em seu quadril e nos seus 2 joelhos.

### Viagem
Tom e sua família ganharam de presente uma viagem de férias da da maior companhia aérea britânica, a British Airways, para Barbados em dezembro de 2020.

## Filantropia

### Capitain Tom Foundation
Sua instituição de caridade, chamada de "Captain Tom Foundation" foi criada por Tom em maio de 2020, com intuito de promover e incentivar doações a pessoas que necessitam, tendo sido fundada para ficar como o legado de Tom em vida.

### 2020
6 de abril -  Tom começa seu esforço de arrecadação de fundos para dar 100 voltas em seu jardim antes de seu 100º aniversário com o objetivo de arrecadar £ 1.000 para o NHS;
14 de abril - Tom supera sua meta inicial com £ 1 milhão doados no meio da manhã - subindo para £ 2 milhões poucas horas depois;
15 de abril - Mais de £ 7 milhões são doados por mais de 340.000 apoiadores como o elogio da celebridade por seu esforço heróico;
16 de abril - Tom completa suas 100 voltas e promete continuar se as pessoas estiverem doando. Recebe o apoio do primeiro-ministro e da família real por sua incrível conquista;
24 de abril - O veterano se torna a pessoa mais velha a chegar ao topo das paradas com seu cover de You Never Walk Alone com o cantor Michael Ball;
30 de abril - A página de arrecadação de fundos de Tom chega a £ 32 milhões quando ele comemora seu 100º aniversário. Um flypast militar homenageia seu marco de aniversário e ele é nomeado coronel honorário;
17 de julho - Tom recebe o título de cavaleiro da Rainha em um compromisso especial realizado apenas para ele;
23 de setembro - Assina um contrato para filmar um filme biográfico de sua incrível vida e escreve uma autobiografia best-seller, intitulada "Tomorrow Will Be a Good Day";
5 de outubro - Tom se torna um dos podcasters mais antigos do país com o lançamento de uma série para combater o isolamento entre os idosos;
30 de dezembro - Comemora o natal com sua família em uma viagem que faz uma lista de desejos para Barbados;

### 2021
31 de janeiro  - Sua família revela que ele foi internado no hospital com pneumonia e Covid.

## Medalhas e honrarias
| Nome                              | Descrição da medalha | Notas |
| --------------------------------- | --- | --- |
| Knight Bachelor                   | Concedido pelo monarca a um homem tornando-o cavaleiro, mas não o introduz em uma das ordens organizadas de cavalaria, logo ficando abaixo dos membros dessas ordens.                                                                                            | Condecorado pela rainha Elizabeth II, no dia 20 de maio de 2020.                                                            |
| Medalha do Regimento de Yorkshire | A Yorkshire Regiment Medal é uma medalha que premia anualmente cidadãos que fizeram parte do Regimento Britânico de Yorkshire e que contribuíram largamente com o mesmo ao longo dos anos.                                                                       | Presente por suas contribuições ao regimento e pelo seu aniversário de 100 anos.                                            |
| Orgulho da Grã-Bretanha           | Medalha que premia cidadãos que tenham feitos extraordinários. | Premiado dia 23 de abril de 2020 por ajudar a promover arrecadações de enormes quantias para ajudar as vítimas de COVID-19. |
| Estrela de 1939–1945              | Medalha criada no dia 8 de julho de 1943 pelo Reino Unido e instituida a Soldados Britânicos e Forças do Commonwealth pelos serviços prestados na Segunda Guerra Mundial.                                                                                        | Concedido após a Segunda Guerra Mundial                                                                                     |
| Estrela da Birmânia               | Medalha criada pelo Reino Unido e instituída aos soldados britânicos e as forças do Commonwealth que lutaram na Campanha da Birmânia (1941–1945), durante a Segunda Guerra Mundial.                                                                              | Concedido após a Segunda Guerra Mundial                                                                                     |
| Medalha de Defesa                 | Medalha fornecida pelo Reino Unido em Maio de 1945, para premiar cidadãos britânicos do Commonwealth sendo militares não opecionais e alguns cidadãos de áreas específicas durante a Segunda Guerra Mundial.                                                     | Recebida novamente no dia 30 de abril de 2020, dia de seu aniversário de 100 anos.                                          |
| Medalha de Guerra de 1939–1945    | Medalha fornecida pelo Reino Unido no dia 16 de agosto de 1945, para premiar cidadãos britânicos do Commonwealth que serviram durante todo nas forças armadas ou na marinha mercante por pelo menos 28 dias entre 3 de setembro de 1939 e 2 de setembro de 1945. | Concedido após a Segunda Guerra Mundial                                                                                     |

## Morte

### Internação
Tom havia testado positivo para COVID-19 no dia 22 de janeiro de 2021, e no domingo do dia 31 de janeiro, precisou ser internado por causa de dificuldades em respirar. Tom não havia tomado a vacina de covid em razão do medicamento usado contra a pneumonia. Tom já não aparecia em público desde sua viagem à Barbados.

### Falecimento
Devido ao seu estado debilitado pela idade avançada, suas filhas comunicaram que ele havia falecido no dia 2 de fevereiro de 2021, no Hospital de Bedford, vítima da COVID-19. Tom também já tinha um histórico de luta contra 2 cânceres, um na pele e outro na próstata.

### Velório
Foi enterrado no dia 27 de fevereiro de 2021, em Bedford. Seu caixão foi envolvido por uma bandeira britânica e foi carregado por seis soldados do Regimento de Yorkshire até o crematório de Bedford.
Um avião Douglas C-47 Dakota, da Segunda Guerra, sobrevoou o local e 14 soldados dispararam três salvas de honra, que foram transmitidas ao vivo pela televisão.
Apenas 8 parentes foram à cerimônia, que foi privada: Suas 2 filhas, os 2 genros e os 4 netos, devido ao confinamento aplicado no Reino Unido desde janeiro que restringiu o número de pessoas nas ruas, em razão da Pandemia de coronavírus.
Também foi exibida a versão cantada por Tom da música You'II Never Walk Alone, junto do cantor Michael Ball.

## Tributos e Homenagens
Muitos famosos, incluindo parlamentares, desportistas e celebridades, prestaram homenagem à morte de Tom por meio de seus redes sociais.
O Twitter do NHS postou uma mensagem dizendo: "Obrigado por tudo, Sir Tom". O Palácio de Buckingham também emitiu um comunicado dizendo: "A Rainha está enviando uma mensagem particular de condolências à família do Capitão Sir Tom Moore. Sua Majestade gostou muito de conhecer o Capitão Sir Tom e sua família em Windsor no ano passado. Seus pensamentos e os da Família Real estão com eles". O primeiro-ministro Boris Johnson chamou Tom de "um herói no verdadeiro sentido da palavra" e elogiou-o por seu serviço militar e esforços de arrecadação de fundos. Johnson também anunciou que as bandeiras acima de 10 e 11 de Downing Street seriam hasteadas a meio mastro em sinal respeito. Johnson também apelou ao país para se juntar à aplauso nacional por Moore às 18h do dia 3 de fevereiro de 2021.
As Casas do Parlamento do Reino Unido prestaram um minuto de silêncio em homenagem a Tom, no dia 3 de fevereiro. O programa especial da BBC News, Capitão Tom: We Salute You, foi reexibido na BBC One na mesma noite. Uma petição foi levantanda na change.org pedindo que Tom recebesse um funeral estadual, recebendo quase 200.000 assinaturas nos primeiros dois dias de campanha. Também no dia 3 de fevereiro, a DJ Amanda Holden anunciou durante a edição  do programa de rádio Heart Breakfast que estava lançando uma campanha pedindo a construção de uma estátua oficial em memória de Tom.
A campanha de Holden foi apoiada pelo Daily Mail, pelo Secretário de Saúde Matt Hancock, e pelos membros da família de Tom. Em um debate sobre no Good Morning Britain em 4 de fevereiro, o apresentador de TV, Nick Knowles, sugeriu que a estátua de Moore fosse colocada na Trafalgar Square, enquanto Carol Vorderman sugeriu que Tom deveria ter um memorial na Abadia de Westminster. No dia 4 de fevereiro, a primeira-ministra de Barbados, Mia Mottley, que se reuniu com Tom durante sua visita à Barbados, emitiu uma nota de condolências, em nome dela e de seu país, após saber de sua morte.
Recebeu mais de 140.000 cartões de mensagens do mundo inteiro, após seu falecimento. Entre pessoas que mandaram, estava o príncipe William e o capitão da seleção inglesa de futebol Harry Kane, assim como milhares de crianças que enviaram desenhos para Tom.

### Ofensas
Um padre estagiário chamado Jarel Robinson-Brown publicou em seu Twitter que o fervor da mídia e a retórica nacionalista em torno de Tom eram uma forma de "retórica da supremacia branca". Rapidamente, Brown deletou seu comentário e pediu "um pedido de desculpas sem reservas" e mais tarde deletou sua conta no Twitter. Em resposta, seus superiores da Diocese de Londres ordenaram uma investigação alegando que seus comentários eram "inaceitáveis, insensíveis e mal-julgados". Quase 25.000 pessoas assinaram uma petição online apelando à igreja para remover Brown de seu posto.
Hannah Ingram-Moore, filha de Tom, contou à emissora BBC que uma "minoria vil" teriam  mandado mensagens cruéis para seu pai e que teriam partido o coração de Tom. Sobre a situação, declarou:
| “                                                  | Foi tão horrível quanto poderia ser [...]. Não podia contar a ele, porque como você explica a um homem de 100 anos que algo tão incrivelmente bom possa atrair tanto horror? [...] Realmente machucou, e realmente é duro lidar com isso, mas lidamos com isso e eles não vencerão, nunca tornarão esta coisa maravilhosa negativa | ” |
| — Hannah em entrevista à emissora de televisão BBC | |   |

## Na cultura popular
Foi criado um mural em sua homenagem em Pontefract, West Yorkshire, em abril de 2020. Tom foi tema de várias das artes de graffiti criadas pela artista Rachel List.
No dia 30 de abril de 2020, um mural de 3,7 metros de altura foi pintado pelo artista Paul Cable, na parede de um restaurante em Abergavenny, Monmouthshire como uma homenagem à Tom em seu aniversário de 100 anos.
Em setembro de 2020, foi anunciado que um filme sobre a vida de Tom estava sendo feito pelos estúdios Fred Films e Powder Keg Pictures. Ao ouvir o anúncio, Tom comentou: 
| “ | Não conheço nenhum ator de 100 anos, mas tenho certeza de que Michael Caine ou Anthony Hopkins poderiam fazer um trabalho maravilhoso se estivessem preparados para envelhecer! | ” |

A autobiografia de Tom, Tomorrow will be a good day (escrito por Wendy Holden), foi publicada pela Penguin Books no dia 17 de setembro de 2020. Uma edição de audiolivro foi lida por Derek Jacobi. Uma versão do livro para crianças, one hundred steps, publicado pela Puffin Books, foi publicada à partir de 1º de outubro de 2020.
Uma representação de Tom foi exibida em fogos de artifício na véspera de Ano Novo de 2020–21, em Londres.
Em uma coletiva de imprensa para marcar seu 61º aniversário em 19 de fevereiro de 2021, Naruhito, o imperador japonês, falou das realizações e palavras do capitão Tom como uma das coisas que o impressionaram no ano passado.
Em 2 de junho de 2021, a Paradox Interactive adicionou Moore como líder militar no jogo  Hearts of Iron IV.
Em 1 de maio de 2021, foi inaugurada uma estátua em sua homenagem pelo artista Tony Clark junto com seu colega Keith Sharratt, tendo sido feita à mão na Indonésia e foi exibida no shopping The Springs, na cidade de Leeds.

#### 2020
- Tomorrow Will Be A Good Day: My Autobiography - The Sunday Times No 1 Bestseller[137]

- One hundred steps: The Story of Captain Sir Tom Moore[138]
- Picture Book - Captain Tom Moore[139]

#### 2021
- Captain Tom Quote Book[140]